# Satz von Brauer-Suzuki
Der Satz von Brauer-Suzuki (nach Richard Brauer und Michio Suzuki) ist ein mathematischer Satz aus der Gruppentheorie. Er wird in der Strukturtheorie endlicher einfacher Gruppen verwendet, insbesondere bei der Charakterisierung ihrer möglichen 2-Sylowuntergruppen.

## Aussage
Hat eine endliche Gruppe eine 2-Sylowgruppe, die eine verallgemeinerte Quaternionengruppe
ist, und hat diese Gruppe außerdem keinen nichttrivialen Normalteiler ungerader 
Ordnung, so hat ihr Zentrum Ordnung 2. Insbesondere ist die Gruppe dann nicht einfach.

## Folgerungen
Der Satz von Brauer-Suzuki ist einer von mehreren Sätzen, die zur Charakterisierung von 2-Sylowuntergruppen einfacher Gruppen benötigt werden. Das letztendliche Resultat besagt, dass 2-Sylowgruppen entweder Diedergruppen oder Semi-Diedergruppen sind oder eine nicht-zyklische elementar abelsche charakteristische Untergruppe enthalten.